# Chevrolet Beretta
Der Chevrolet Beretta war ein vom amerikanischen Automobilhersteller General Motors unter der Automobilmarke Chevrolet von 1987 bis 1996 produziertes Frontantriebs-Coupé der Mittelklasse. 
Der Beretta basierte auf der L-Plattform von General Motors; sein Schwestermodell war die als Stufen- oder Schrägheck lieferbare Limousine Chevrolet Corsica. 

## Geschichte
Im Sommer 1987 führte Chevrolet die Modelle Beretta und Corsica als Nachfolger des Chevrolet Citation ein. Der Beretta war ein viersitziges Coupé in gemäßigter Keilform, anfangs nur in einer einzigen Version erhältlich und von einem Zweiliter-Vierzylinder-Reihenmotor oder einem 2,8-Liter-Sechszylinder-V-Motor angetrieben. 
1989 erschien als zusätzliche Version der Beretta GT mit serienmäßigem V6 und Sportfahrwerk. Im Laufe des Modelljahres wurde das Programm um den Beretta GTU ergänzt, der ab Werk den V6-Motor, einen Kühlergrill in Wagenfarbe und ein Spoiler-/Schweller-Paket erhielt. 
Der Beretta GTU wurde im Modelljahr 1990 durch den Beretta GTZ ersetzt, der von einer 183 PS starken Version des sogenannten GM Quad Four-Vierzylinders mit zwei obenliegenden Nockenwellen und 16 Ventilen angetrieben wurde. Auch dieses Modell verfügte über Spoiler und Schwellerleisten, allerdings in einem gegenüber dem GTU geänderten, zurückhaltenderen Design. Der Vierzylinder im Basismodell erstarkte von 91 auf 96, der V6 von 127 auf 137 PS. 

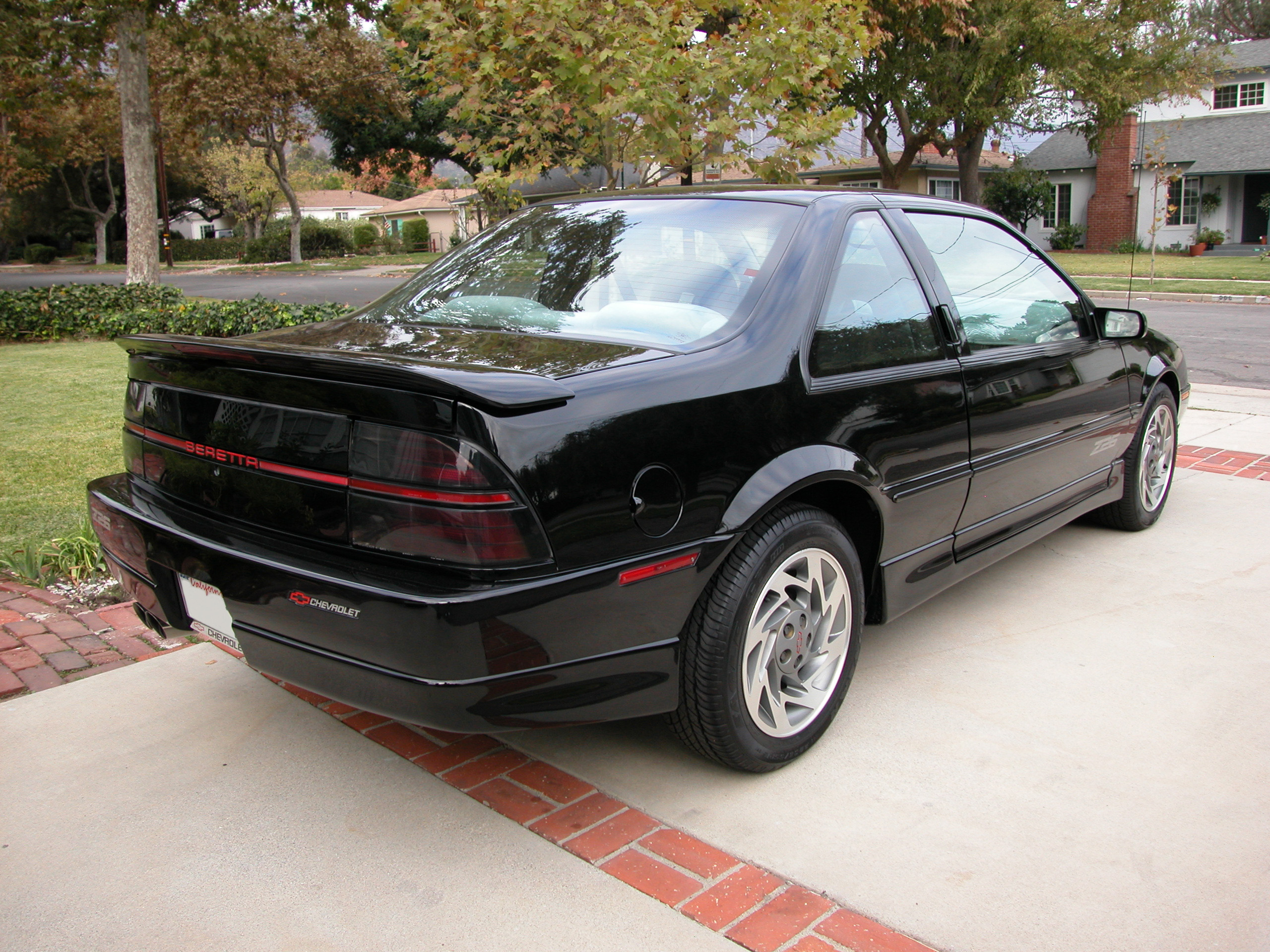
Chevrolet Beretta Z26 (1996)

1991 trat ein 2,2-Liter-Reihenvierzylinder mit unverändert 96 PS an die Stelle des bisherigen Zweiliters, der 2,8-Liter machte einem 3,1-Liter-V6 Platz und ein Fahrerairbag ergänzte die Serienausstattung. 
1992 erhöhte sich die Leistung des Vierzylinders dank Multipoint-Einspritzung auf 112 PS. 
Im Modelljahr 1994 ersetzte eine neue Sportversion namens Beretta Z26 die bisherigen GT und GTZ; angetrieben wurde die neue Variante vom auf 177 PS leistungsreduzierten Quad Four-Sechzehnventiler. 
1995 entfiel der Quad Four, stattdessen bediente sich der Beretta Z26 des auf 157 PS gebrachten 3,1-Liter-V6. 
Vom Beretta stellte Chevrolet bis 1996 insgesamt rund 905.000 Stück her.